# Valor atípico
En estadística, tales como muestras estratificadas, un valor atípico (en inglés outlier) es una observación que es numéricamente distante del resto de los datos. Las estadísticas derivadas de los conjuntos de datos que incluyen valores atípicos serán frecuentemente engañosas. Por ejemplo, en el cálculo de la temperatura media de 10 objetos en una habitación, si la mayoría tienen entre 20 y 25 °C, pero hay un horno a 350 °C, la mediana de los datos puede ser 23, pero la temperatura media será 55. En este caso, la mediana refleja mejor la temperatura de la muestra al azar de un objeto que la media. Los valores atípicos pueden ser indicativos de datos que pertenecen a una población diferente del resto de las muestras establecidas.
Los valores atípicos son en ocasiones una cuestión subjetiva, y existen numerosos métodos para clasificarlos. El método más impartido académicamente por su sencillez y resultados es el test de Tukey, que toma como referencia la diferencia entre el primer cuartil {\displaystyle Q_{1}} y el tercer cuartil {\displaystyle Q_{3}}, o rango intercuartílico. En un diagrama de caja se considera un valor atípico el que se encuentra 1,5 veces esa distancia de uno de esos cuartiles (atípico leve) o a 3 veces esa distancia (atípico extremo).

## Valor atípico leve
Siendo {\displaystyle Q_{1}} y {\displaystyle Q_{3}} el primer y tercer cuartil, y {\displaystyle IQR} el rango intercuartil ({\displaystyle Q_{3}-Q_{1}}), un valor atípico leve será aquel que:
{\displaystyle q<Q_{1}-1.5\cdot \mathrm {IQR} ,}
o
{\displaystyle q>Q_{3}+1.5\cdot \mathrm {IQR} .}
{\displaystyle Q_{1}} y {\displaystyle Q_{3}} determinan, pues, los llamados límites interiores, a partir de los cuales la observación se considera un atípico leve.

## Valor atípico extremo
Los atípicos extremos son observaciones más allá de los límites externos:
{\displaystyle q<Q_{1}-3\cdot \mathrm {IQR} ,}
o
{\displaystyle q>Q_{3}+3\cdot \mathrm {IQR} .}